# Thomas Cooper (botànic)
Thomas Cooper va néixer a Londres el 5 de setembre de 1815 i va morir a Londres el 16 de maig de 1913. Va ser horticultor i recol·lector de plantes i era el sogre del botànic N.E. Brown. Originalment era un ebenista a Londres, però es va convertir en recol·lector de plantes per a W. Wilson Saunders, propietari d'un viver a Reigate, Surrey, que tenia un dels millors jardins privats d'Anglaterra.

## Carrera
El 1859 Cooper va arribar a Sud-àfrica en nom de Saunders i la Royal Horticultural Society per recol·lectar plantes vives per al viver de Saunders i plantes seques per a diversos herbaris. Abans de la partida, W.J. Burchell li va obsequiar una còpia del mapa publicat als seus Viatges el 1822.
Cooper va arribar a Ciutat del Cap el 12 de juny de 1859 i després d'una estada de més de tres anys va tornar a Anglaterra des de Durban el setembre de 1862. Va recol·lectar per primera vegada al voltant de Ciutat del Cap, i des d'octubre de 1859 al voltant de Worcester. L'abril de 1860 va anar a Port Elizabeth i va recol·lectar a diversos llocs fins a Grahamstown. A finals de juny va abandonar aquella ciutat i va procedir a un llarg i serpentejant viatge durant el qual va visitar les ciutats de King William, Cathcart, Queenstown, Alice, Fort Beaufort, Bedford, Cradock, Burgersdorp i Aliwal North, on va arribar el març de 1861. Des d'allà va continuar cap a l'estació de la missió de Bethseda (ara Maphutsaneng) a Lesotho, i va recol·lectar a Morija i Thaba Bosigo. Va recol·lectar diversos centenars d'exemplars a Lesotho, incloses algunes falgueres, però sorprenentment no hi havia gramínies. No obstant això, va ser el primer col·leccionista de plantes d'importància del territori, tot i que hi va ser durant els mesos d'hivern. Va arribar a Harrismith a l'Estat Lliure al setembre de 1861. Des d'allà va passar per Ladysmith, Karkloof i Pietermaritzburg fins a Durban, on va arribar el 22 d'agost de 1862. Se'l considera un dels primers col·leccionistes importants de KwaZulu-Natal.
Cooper era un recol·lector actiu i va enviar moltes caixes de material d'història natural a Anglaterra. S'hi van incloure moltes plantes vives que es van cultivar per primera vegada, llavors i espècimens d'herbari. Estava especialment interessat en les suculentes i les noves espècies recol·lectades per ell, que incloïen vuit espècies d'àloe. El seu nom es commemora en moltes espècies, com Euphorbia cooperi, Crassula cooperi, Disa cooperi, Aloe cooperi, Scilla cooperi, Sutera cooperi i Stultitia cooperi. Algunes de les plantes cultivades a Anglaterra després del seu retorn van ser descrites per a la Flora Capensis pel seu gendre, Brown. Les seves col·leccions també inclouen banyes d'animals, petxines, insectes i rèptils. La major part del seu material d'herbari es troba als jardins de Kew. Tanmateix, hi ha molt a Zuric, probablement perquè el va vendre quan Saunders, que li devia diners, va fer fallida.
Cooper va recol·lectar per a Saunders a molts països. Va viure fins a l'avançada edat de 97 anys. Durant els últims 20 anys de la seva vida va residir a la casa de la seva filla i gendre a Kew, un suburbi de Londres.